# Rock Island Independents

Los Rock Island Independents fueron uno de los primeros equipos profesionales de fútbol americano, en la National Football League de 1920 a 1925 y en la American Football League de 1926; tuvieron su base en Rock Island, Illinois. Jugaron en el Douglas Park. Walter Flanigan fue el dueño del equipo de 1915 a 1923. Entonces Dale Johnson se convirtió en el dueño hasta 1926, cuando el equipo finalmente desapareció.

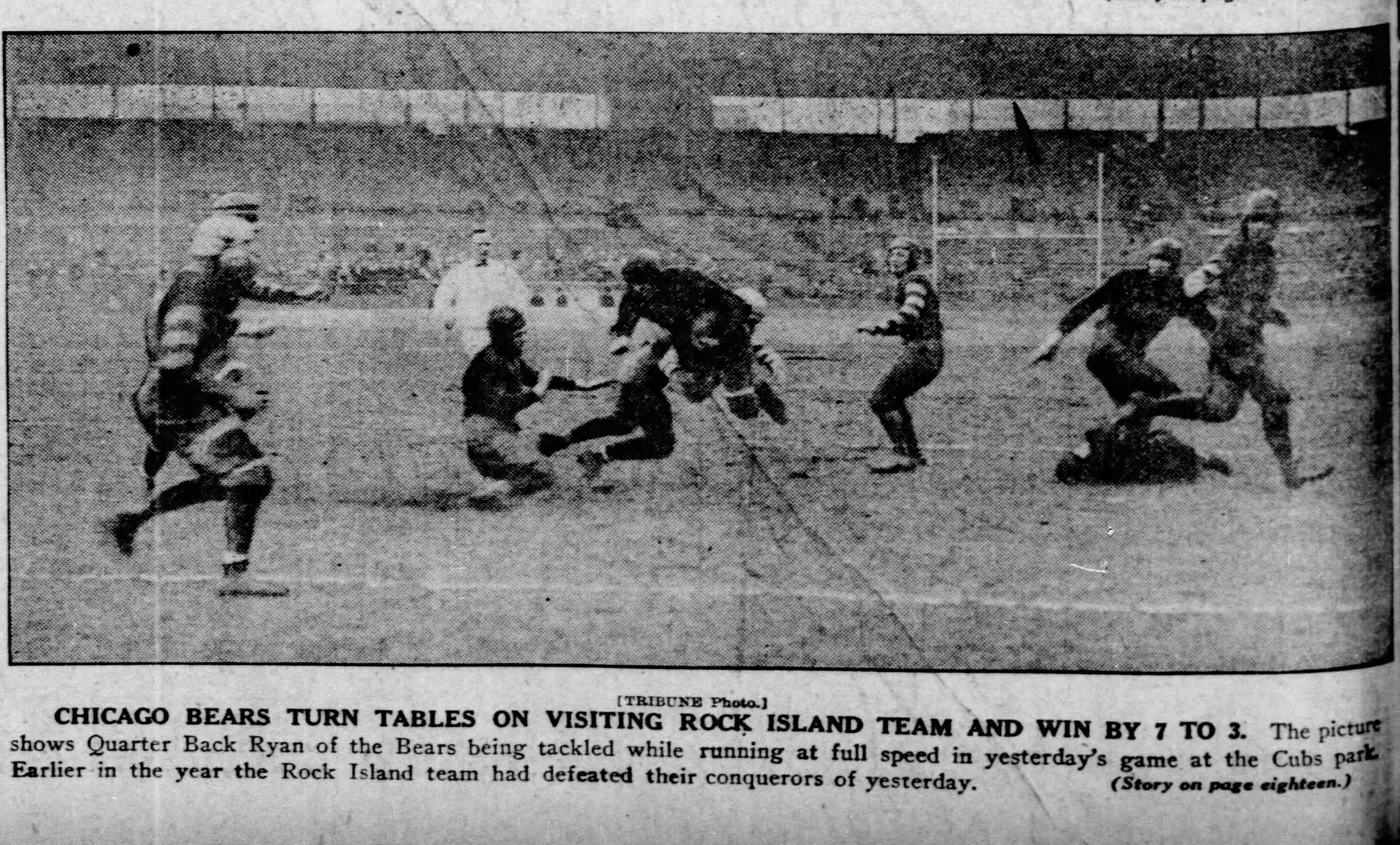
En la imagen sepuede ver un partido disputado entre los Rock Island Independents y los Chicago Bears

Su mejor posición en las posiciones finales en la National Football League fue un 5º lugar, lo cual lograron en tres ocasiones: en 1921 y 1922 con Jimmy Conzelman, y en 1924 con Johnny Armstrong.

## Miembros delSalón de la Fama de la NFL
- Jimmy Conzelman
- Joe Guyon
- Ed Healey
- Jim Thorpe

## Temporada por temporada
| Año                                              | V  | D  | E  | Posición Final | Entrenador                      |  |
| ------------------------------------------------ | -- | -- | -- | -------------- | ------------------------------- |  |
| 1920                                             | 4  | 2  | 1  | 3º             | Rube Ursella                    |  |
| 1921                                             | 4  | 2  | 1  | 5º             | Frank Coughlin, Jimmy Conzelman |  |
| 1922                                             | 4  | 2  | 1  | 5º             | Jimmy Conzelman                 |  |
| 1923                                             | 2  | 3  | 3  | 12º            | Herb Sies                       |  |
| 1924                                             | 5  | 2  | 2  | 5º             | Johnny Armstrong                |  |
| 1925                                             | 5  | 3  | 3  | 8º             | Rube Ursella                    |  |
| Se mudaron a la American Football League de 1926 |    |    |    |                |                                 |  |
| 1926                                             | 2  | 6  | 1  | 7º             | Johnny Armstrong                |  |
| Totales                                          | 27 | 20 | 12 |                |                                 |  |